# Ponapébrilvogel
De ponapébrilvogel (Zosterops ponapensis) is een zangvogel uit de familie Zosteropidae (brilvogels). Eerder werd de soort ook wel als ondersoort van de kusaiebrilvogel (Z. cinereus) opgevat.

## Verspreiding en leefgebied
Deze soort is endemisch op het eiland Pohnpei in Micronesië.

## Status
De grootte van de populatie is niet gekwantificeerd maar de soort wordt omschreven als algemeen. Op de Rode lijst van de IUCN heeft deze soort de status niet bedreigd.